# Склада удаљености у астрономији
- Светлозелене кутије: Техника применљива на галаксије које формирају звезде.
- Светлоплаве кутије: Техника применљива на популацију II галаксија.
- Светлопурпурне кутије: Техника геометријског растојања.
- Светлоцрвене кутије: Техника функције луминозности планетарне небуле је применљива на све популације Месног суперкластера.
- Пуне црне линије: Добро калибрисани корак складе.
- Испрекидане црне линије: Непоуздано калибрисани корак складе.

Склада удаљености у астрономији (такође позната као екстрагалактичка скала растојања) је низ метода којима астрономи одређују растојања до небеских објеката. Реално директно мерење растојања астрономских објеката је могуће једино за оне објекте који су „довољно близу” (унутар око хиљаду парсека) од Земље. Технике за одређивање растојања до удаљенијих објеката су базиране на различитим мерењима корелација између метода који су делотворни на блиским растојањима и метода који су примељиви на великим растојањима. Неколико метода је засновано на стандардној свећи, која је астрономски објекат са познатом луминозношћу.
Склада удаљености се користи зато што не постоји појединачна техника којом се могу мерити растојања на свим опсезима који се срећу у астрономији. Уместо тога, један метод се може користи за мерење оближњих растојања, други се може користити за мерење средњих растојања, и тако даље. Свака деоница лествице пружа информације које могу да буду кориштене за одређивање растојања на следећем вишем рангу.

## Директна мерења
У основи складе су фундаментална мерења растојања, код којих су растојања директно одређена, без физичких претпоставки о природи објекта у питању. Прецизна мерења звезданих позиција су део дисциплине астрометрија.

### Астрономска јединица
Директна мерења растојања су базирана на астрономској јединици (АУ), која је растојање између Земље и Сунца. Историјски, опсервације транзита Венере су биле кључне у одређивању АУ; у првој половини 20. века, опсервације астероида су исто тако биле важне. У данашње време се орбитала Земље одређује са великом прецизношћу користећи радарска мерења растојања до Венере и других оближњих планета и астероида, и путем праћења интерпланетарних свемирских летелица у њиховим орбитама око Сунца кроз Соларни систем. Кеплерови закони пружају прецизне односе величина орбита објеката који орбитирају око Сунца, али не пружају меру свеукупне скале орбитујућег система. Радар се користи за мерење растојања између орбита Земље и другог тела. Полазећи од тог мерења и односа величина две орбите, израчунава се величина Земљине орбите. Земљина орбита је позната са апсолутном прецизношћу од неколико метара и релативном прецизношћу од неколико 1×10−11.

### Паралакса
Најважнија фунцаментална мера растојања произилази из тригонометријске паралаксе. Како се Земља креће око Сунца, стиче се утисак да се позиција оближњих звезда мало помера у односу на удаљенију позадину. Та померања су углови у једном једнакокраком троуглу, при чему 2 АУ (растојање између екстремних позиција Земљине орбите око Сунца) чини основу троугла, а растојање до звезде дуге кракове једнаке дужине. Величина померања је веома мала, реда величине 1 угаоне секунде за објекат на растојању од 1 парсека (3,26 светлосних година) од најближих звезда, и након тога се угаони размак смањује са повећањем растојања. Астрономи обично изражавају растојања у јединицама парсека (паралаксне угаоне секунде); светлосне године се користе у популарним медијима.
Пошто се паралакса смањује за већа звездана растојања, корисна растојања се могу мерити само за звезде чија паралакса је неколико пута већа од прецизности мерења. Паралакса мерења типично има прецизност мерења изражену у угаоним милисекундама. Током 1990-тих, на пример, Хипаркос мисија је измерила паралаксе за преко сто хиљада звезда са предизношћу од око угаоне милисекунде, пружајући корисне удаљености за звезде до неколико стотина парсека. WFC3 телескопа Хабл у данашње време има потенцијал да пружи прецизност од 20 до 40 угаоних микросекунди, чиме се омогућава поуздано мерење растојања до 5.000 pc (20.000 ly) за мали број звезда. До раних 2020-тих, свемирска мисија Гаја ће прижити мерења растојања сличне прецизности до свих умерено светлих звезда.